# Дубровня
Дубровня — река в России, протекает по Бежаницкому району Псковской области. Направление течения — на север. Впадает в озеро Цевло (из которого вытекает река Цевла) у деревни Цевло муниципального образования Полистовское. Длина реки составляет 8 км. Площадь водосборного бассейна — 124 км². Высота устья — 92,6 м над уровнем моря.
В 1 км от устья в Дубровню справа впадает приток Макаринка.

## Данные водного реестра
По данным государственного водного реестра России относится к Балтийскому бассейновому округу, водохозяйственный участок реки — Ловать и Пола, речной подбассейн реки — Волхов. Относится к речному бассейну реки Нева (включая бассейны рек Онежского и Ладожского озера).
Код объекта в государственном водном реестре — 01040200312102000023933.